# Publons

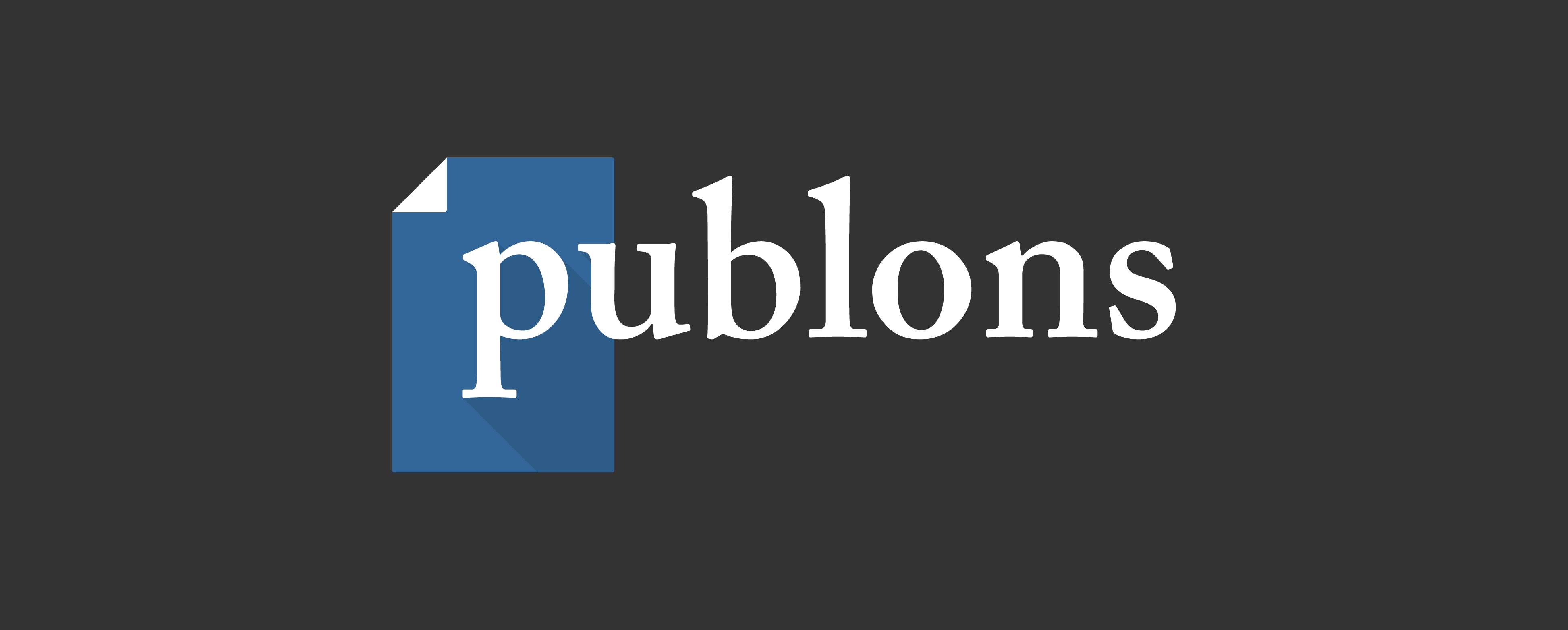
Logo du site.

Publons est un ancien site commercial offrant un service, gratuit pour les universitaires, leur permettant de suivre, vérifier et de mettre en valeur leurs publications scientifiques. Lancé en 2012 par une société néo-zélandaise, il est racheté par Clarivate en 2017. Regroupant jusqu'à 500 000 chercheurs, il est fermé en 2022 pour être intégré à Web of Science. 

## Principe de fonctionnement du site
Publons propose aux universitiares de s'inscrire sur le site pour suivre et valoriser leurs publications. En 2018, plus de 500 000 chercheurs avaient rejoint le site,,. Publons affirme qu'en transformant l'examen par les pairs en un résultat de recherche mesurable, les universitaires peuvent utiliser leur analyse et leurs comptes-rendus comme preuve de leur réputation et de leur influence dans leur domaine. Publons indique que son modèle commercial repose sur le partenariat avec les éditeurs.
Publons produit un dossier vérifié de l'activité de révision et d'édition d'une personne pour les revues. Ces preuves sont présentées dans les profils en ligne des examinateurs et peuvent être téléchargées pour être incluses dans les CV, les demandes de financement et d'emploi, ainsi que les évaluations de promotion et de rendement.
Publons fournit également:
- des outils permettant aux éditeurs de rechercher, filtrer, contacter et motiver les relecteurs ;
- des données et publications sur le comportement global en matière d'évaluation par les pairs ;
- une formation à évaluation par les pairs pour les chercheurs en début de carrière ;
- des fonctionnalités permettant aux universitaires de discuter et d’évaluer les recherches publiées.

Les relecteurs peuvent choisir de laisser le contenu de leurs critiques en accès libre après la publication de la publication révisée, bien que les revues puissent choisir de le remplacer. Le contenu de la relecture est partagé via la licence Creative Commons CC BY 4.0. Publons a noué des partenariats avec de grands éditeurs, dont Springer Nature, Taylor et Francis, Oxford University Press, BMJ, SAGE, Wiley, ainsi qu'avec des services connexes tels que Altmetric et ORCID.

## Contexte
Publons a été créé par Andrew Preston et Daniel Johnston dans le but de remédier à l’état statique des pratiques d’évaluation par les pairs en matière de publication académique, et ce en vue d’encourager la collaboration et d’accélérer le développement scientifique. Le nom Publons est un hommage au publon, « l'unité minimale de matériel publiable ». La société est enregistrée en Nouvelle-Zélande et possède un bureau à Londres, au Royaume-Uni.
Publons a été acquis en 2017 par Clarivate Analytics (devenu Clarivate en 2021). Le réseau de citations et les outils de recherche de Clarivate, y compris des produits tels que Web of Science, EndNote et ScholarOne, ont généré des clients dans plus de 100 pays et auprès de 7 000 institutions. Publons - qui continue de fonctionner de manière autonome - affirme que le partenariat apportera plus de transparence, de reconnaissance et de formation à l'examen par les pairs, contribuant ainsi à résoudre certains des problèmes auxquels la recherche est confrontée aujourd'hui. Il s'agit notamment d'accélérer la recherche en aidant les rédacteurs à trouver des pairs examinateurs compétents et motivés, et de s'attaquer à des problèmes tels que la fraude à l'examen par les pairs.

## Services associés

### Publons Academy
La Publons Academy est la formation par les pairs pour les chercheurs en début de carrière. Le cours en ligne gratuit demande aux étudiants de s'exercer à rédiger de véritables critiques évaluées par un superviseur. Une fois le cours terminé, les réviseurs diplômés sont découverts dans les revues partenaires de Publons sur le site, qui peuvent les inviter à effectuer de véritables révisions par les pairs avant la publication.

### Publons Peer Review Awards
Les Publons Peer Review Awards sont des distinctions pour les meilleurs relecteurs et rédacteurs. Les prix Publons ont commencé en 2016. En 2017, un programme de récompense appelé Sentinel Award a été ajouté, récompensant un plaidoyer, une innovation et une contribution remarquables à l'examen scientifique par des pairs.

## Réception critique
TechCrunch a fait remarquer que le manque de transparence posait de nombreux problèmes dans le processus de publication, et que Publons prétendait y contribuer. Research Information a noté que, même si le site prend en charge les revues avant et après publication, toutes les revues ne sont pas publiées, par respect des normes de publication existantes. Nature a noté que l'examen par les pairs est un travail important et a rendu compte des réactions de deux des examinateurs les plus prolifiques de Publons.
Publons a envoyé en masse des courriels non sollicités à des universitaires pour leur proposer des services. Les fournisseurs de services de courrier électronique ont déclaré que cela constituait une violation des règles d'utilisation.

## Voir également
- Le club journal
- JournalReview.org
- PubPeer